# Silvermine Mountains SAC
Silvermine Mountains SAC este o arie protejată (arie specială de conservare — SAC, sit de importanță comunitară — SCI) din Irlanda întinsă pe o suprafață de 24,89 ha, integral pe uscat.

## Localizare
Centrul sitului Silvermine Mountains SAC este situat la coordonatele 52°46′46″N 8°13′46″W / 52.779399°N 8.229554°V.

## Înființare
Situl Silvermine Mountains SAC a fost declarat sit de importanță comunitară în mai 1998 pentru a proteja un număr necunoscut de specii din flora spontană și fauna sălbatică aflate în arealul zonei. Situl a fost protejat și ca arie specială de conservare în aprilie 2017.

## Biodiversitate
Situată în ecoregiunea atlantică, aria protejată conține 2 habitate naturale: Pajiști umede nord-atlantice cu Erica tetralix, Formațiuni ierboase bogate în specii de Nardus, dezvoltate pe substraturi silicioase în zone montane (și în zone submontane, în Europa continentală).
La baza desemnării sitului se află un număr nedeclarat de specii protejate.
Pe lângă speciile protejate, pe teritoriul sitului au mai fost identificate 1 specie de plante, 1 specie de păsări, 1 specie de amfibieni, 1 specie de mamifere, 1 specie de reptile.